# Винченцо делла Грека
Винченцо делла Грека (итал. Vincenzo della Greca; 5 февраля 1592, Палермо — 2 декабря 1661, Рим) — архитектор итальянского барокко.

## Биография
Винченцо был родом из Палермо, Сицилия. Родился в семье «греков» Франческо и Антонио («La Greca»). Переехав в Рим, в 1623 году он был назначен архитектором замка Святого Ангела и принял участие в грандиозных фортификационных работах, заказанных папой Урбаном VIII.
Делла Грека проектировал верхнюю часть травертинового фасада церкви Санти-Доменико-э-Систо в Риме, оставшейся незавершённой Орацио Торриани, а также церковь Санта-Мария-делле-Грацие в Марино, хотя начальный проект был гораздо богаче, чем тот, который был реализован позже. В Марино он был среди строителей коллегиальной базилики Сан-Барнаба, заказанных семьей Колонна архитектору Антонио дель Гранде.
Его сын Феличе (1625—1677), также архитектор, работал в Риме, продолжая дело своего отца, в церкви Санти-Доменико-э-Систо, а также по заказу семьи Киджи в Палаццо Киджи и прилегающем фонтане на площади Колонна.

## Галерея

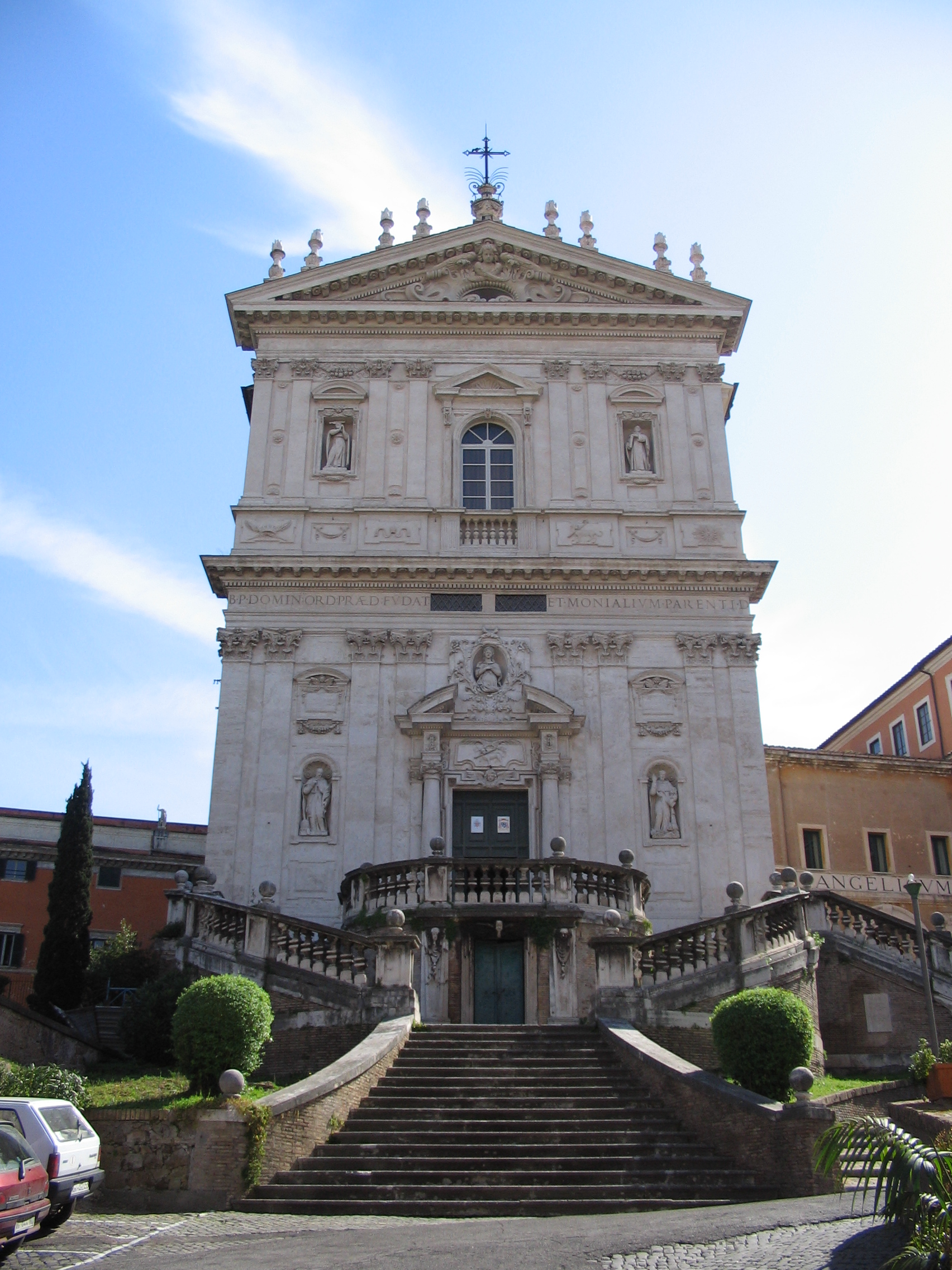
Церковь Санти-Доменико-э-Систо, Рим
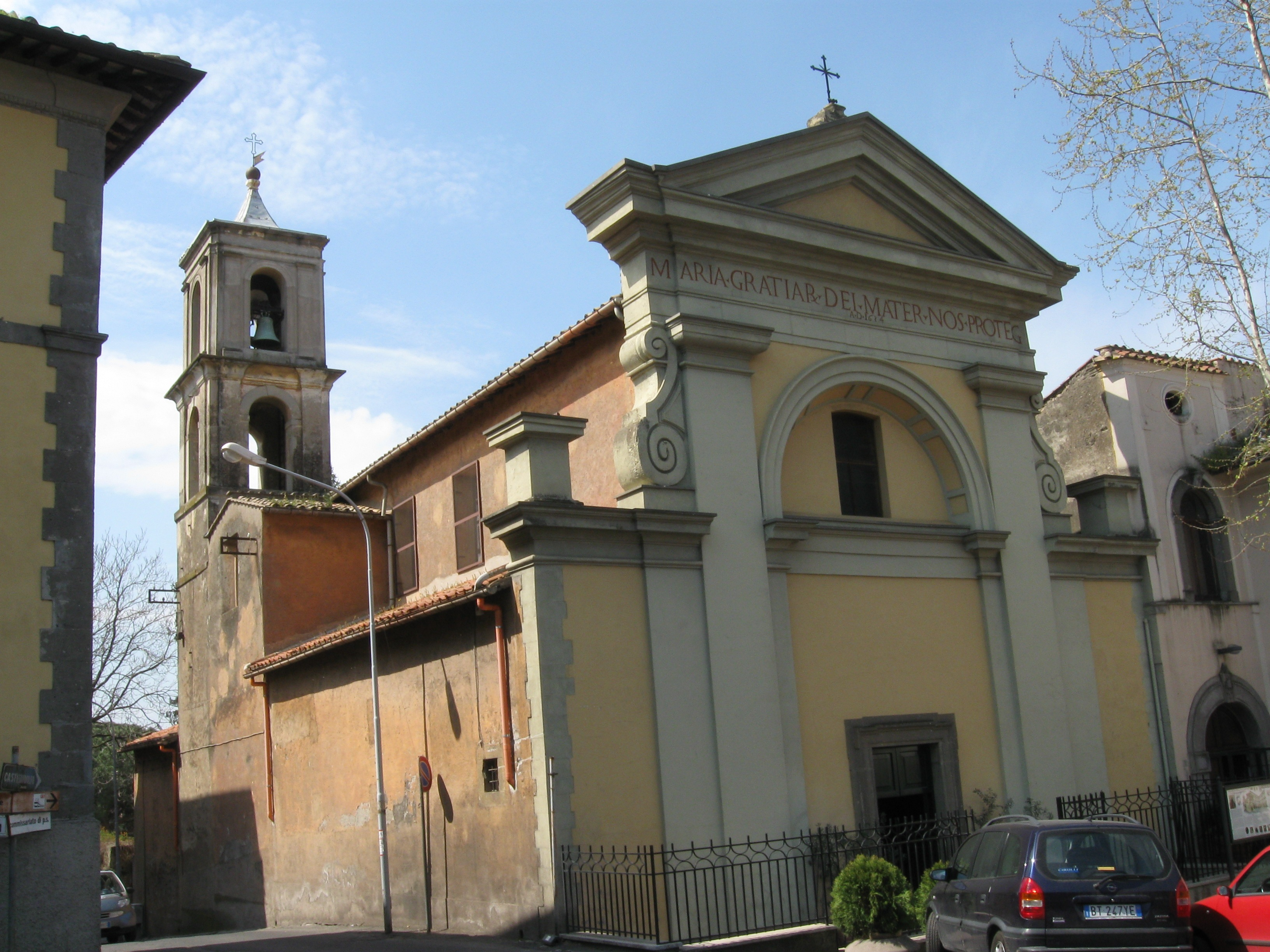
Церковь Санта-Мария-делле-Грацие в Марино
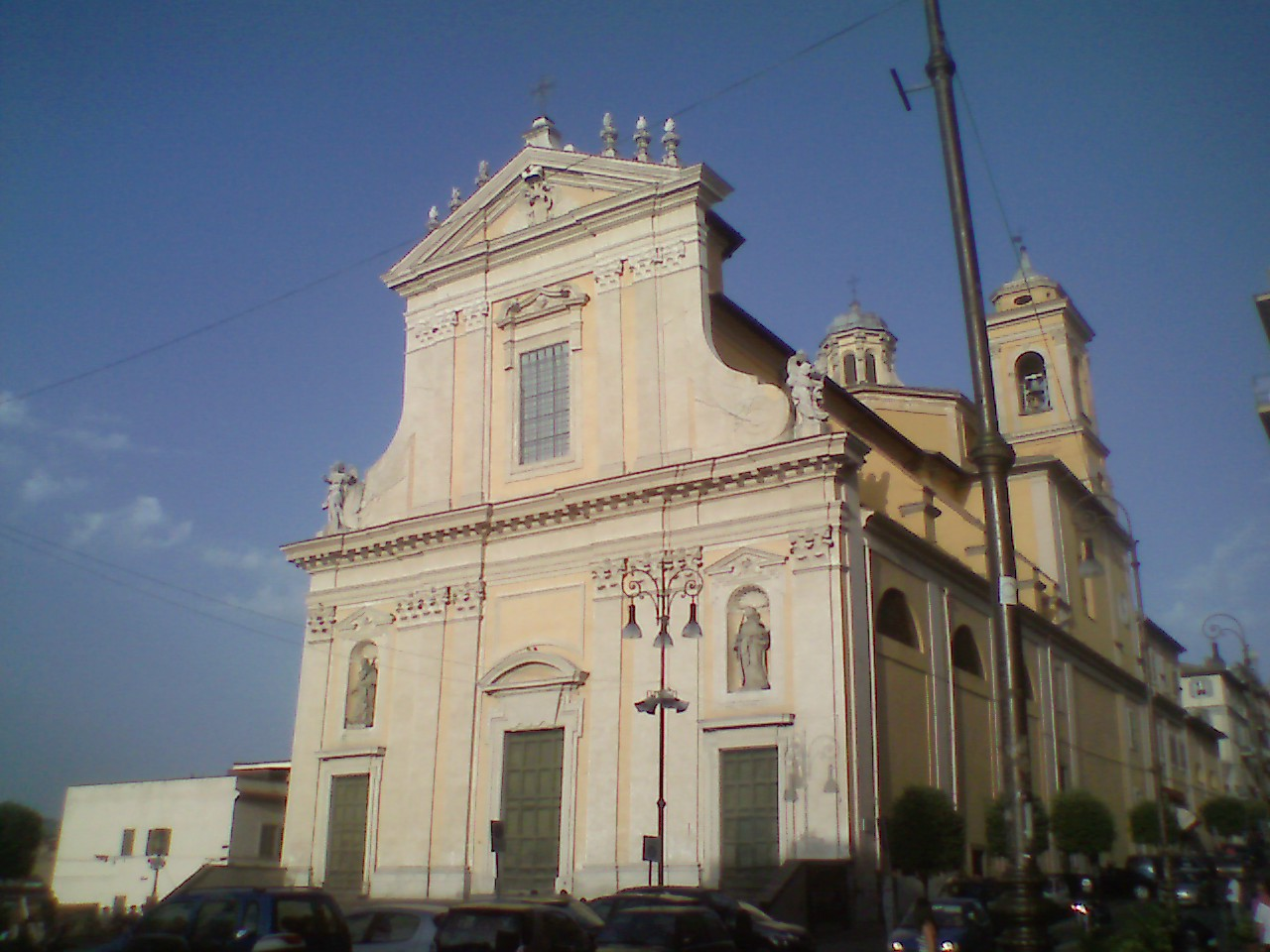
Базилика Сан-Барнаба в Марино
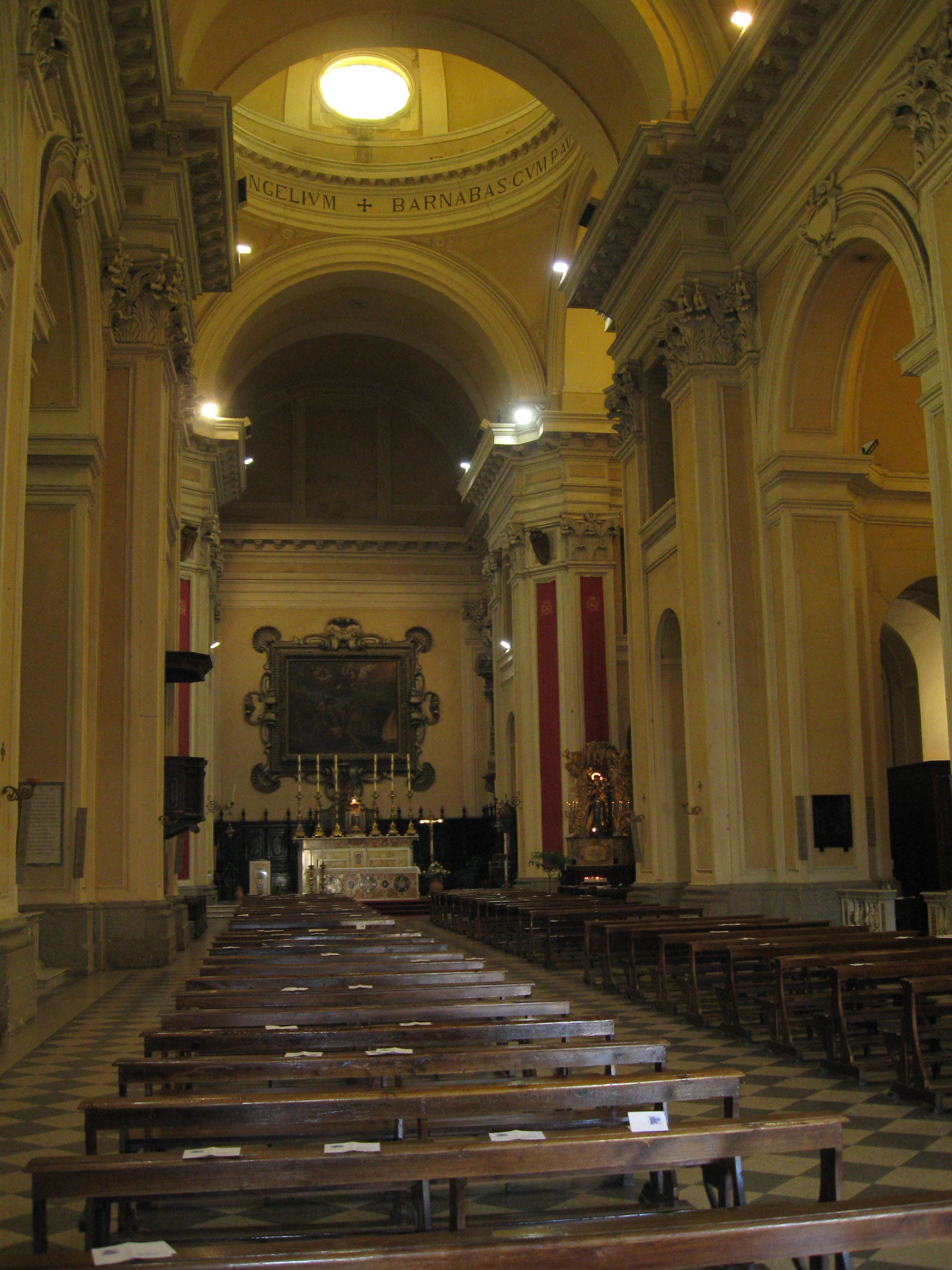
Интерьер базилики Сан-Барнаба